# Csontfoszfát
A csontfoszfát (E542) egy élelmiszer-adalékanyag, amelyet állatok csontjából, főleg szarvasmarha- vagy sertéscsontból állítanak elő. 

## Alkalmazása
Elsősorban csomósodást gátló anyagként, emulgeálószerként, valamint a foszfortartalom növelésére alkalmazzák.
Legnagyobb mennyiségben a kozmetikumokban (főként fogkrémekben) fordul elő. Élelmiszerek esetén szárított termékekben, valamint különféle cukrokban található meg.

## Egészségügyi hatások
Napi maximum beviteli mennyisége 70 mg/testsúlykg. A foszfátok a szervezet természetes építőkövei, de nagy mennyiségben kalciumhiányt okozhatnak, mert megkötik azt. Élelmiszereben használt mennyiségek esetén nincs ismert mellékhatásuk.